# Dapanoptera richmondiana pangarinda
Dapanoptera richmondiana pangarinda is een ondersoort van de tweevleugelige Dapanoptera richmondiana uit de familie steltmuggen (Limoniidae). De soort komt voor in het Australaziatisch gebied.